# ИГ филд
ИГ филд (енгл. Investors Group Field) је вишенаменски стадион, који се налази у Винипегу, Манитоба, Канада. Капацитет стадиона износи 33.000 места за седење. Овај стадион је домаћи стадион фудбалског клуба Винипег Блу бомберса.
Стадион је у власништву Трипле Б Стадиум Инк., конзорцијума града Винипега, провинције Манитобе, Фудбалског клуба Винипег и Универзитета Манитоба,  стадион је дом Винипег Блу бомберса из Канадске фудбалске лиге (CFL). Такође је дом за Валор ФК из Канадске Премијер лиге (CPL), фудбалски тим Универзитета Манитоба бизони и Винипег рајфлс (ЦЈФЛ), а био је и стадион домаћин Светског првенства у фудбалу за жене 2015.
Стадион има капацитет од 33.134 места и делимично је покривен. Стадион има кров од валовитог метала, ресторан, 52 апартмана, стазу славних и друге садржаје.

### Фудбал
Женска репрезентација Канаде је 8. маја 2014. играла против Сједињених Држава у првој фудбалској утакмици на Инвесторс Груп филду, завршивши нерешено 1 : 1.
У јуну 2015, Винипег је био један од шест канадских градова који су били домаћини ФИФА Светског првенства за жене. Прва четири меча Групе Д—између Сједињених Држава, Аустралије, Шведске и Нигерије—су се такмичили на Инвесторс Груп Филду, након чега су уследила три меча из разних других група.  Због правила о спонзорству ФИФА-е, ово место се током Светског првенства називало стадионом Винипег.
У 2019. ИГ Фиелд је постао дом Валор ФК у канадској Премијер лиги. У сезони канадске Премијер лиге 2021., терен је био домаћин биосигурног балона за почетне утакмице сезоне због пандемије Ковида 19. Све утакмице су се играле иза затворених врата иу складу са покрајинским јавним здравственим налозима.
Светско првенство у фудбалу за жене 2015.
| Датум        | Екипа #1         | Резултат | Екипа #2    | Коло    | Посета |
| ------------ | ---------------- | -------- | ----------- | ------- | ------ |
| 8. јун 2015  | Шведска          | 3 : 3    | Нигерија    | Група Д | 31.148 |
| 8. јун 2015  | Сједињене Државе | 3 : 1    | Аустралија  | Група Д | 31.148 |
| 12. јун 2015 | Аустралија       | 2 : 0    | Нигерија    | Група Д | 32.716 |
| 12. јун 2015 | Сједињене Државе | 0 : 0    | Шведска     | Група Д | 32.716 |
| 15. јун 2015 | Немачка          | 4 : 0    | Тајланд     | Група Б | 26.191 |
| 15. јун 2015 | Кина             | 2 : 2    | Нови Зеланд | Група А | 26.191 |
| 16. јун 2015 | Еквадор          | 0 : 1    | Јапан       | Група Ц | 14.522 |